# Dysphania sodalis
Dysphania sodalis là một loài bướm đêm trong họ Geometridae.